# Claire-Hélène Hovington
Claire-Hélène Hovington, née le 14 mai 1944 à Sacré-Cœur, est une femme politique québécois. Elle est députée de Matane à l'Assemblée nationale du Québec de 1985 à 1994, sous la bannière du Parti libéral du Québec. 

## Biographie
Claire-Hélène Hovington est titulaire d'un baccalauréat en science politique de  l'Université de Montréal, où elle a étudié de 1966 à 1970. Elle est stagiaire à l'École scientifique de Sherbrooke en 1965 et en 1966 et aux instituts agricoles de Saint-Hyacinthe et de Vancouver en 1973. 
Elle exerce sa profession d'enseignante au Couvent Sacré-Cœur de 1960 à 1964. De 1965 à 1970, elle est professeure de français aux néo-canadiens. Elle entreprend par la suite une carrière de relationniste. Elle est alors hôtesse au pavillon du Québec à l'Exposition universelle d'Osaka, au Japon, en 1970, puis relationniste pour la Galerie des peintres canadiens à la Place des arts de Montréal de 1970 à 1973. Elle fait la promotion des arts plastiques de 1970 à 1985 et est conseillère en placement en art de 1974 à 1985. Pendant cette même période, elle est propriétaire de serres pour la culture des plants de tomates.

## Carrière politique
Elle se présente comme candidate du Parti libéral du Québec dans Matane en 1985, où elle est élue, puis réélue en 1989. Lors de son premier mandat, elle est whip adjointe du gouvernement de décembre 1985 à juin 1989, et présidente de la Commission de la culture du 21 juin au 9 août 1989. Lors de son second mandat, elle est vice-présidente de la Commission de l'éducation de novembre 1989 à novembre 1993, puis adjointe parlementaire au ministre des Transports du 25 janvier au 24 juillet 1994. Elle est défaite en 1994.

## Vie après la politique
Elle est régisseuse et vice-présidente de la Régie du logement du 21 septembre 1994 au 25 juin 1999, puis régisseuse à la Régie des marchés agricoles et alimentaires de 1999 à 2005.
Elle est coéditrice de l'ouvrage De rêve et de paysages en 2014.

## Distinctions et prix
Elle est récipiendaire, en 2005, de la Médaille de l'Assemblée nationale.